# Tegallalang
Tegallalang é um distrito (em indonésio: kecamatan) do interior centro de Bali, Indonésia, que pertence à regência (kabupaten) de Gianyar. Tem 69,74 km² de área e em 2023 a estimativa oficial de população era 52 748 habitantes (densidade: 756,4 hab./km²). A capital da regência é a localidade homónima. O distrito está dividido nas seguintes kelurahans (aldeias administrativas): Kedisan, Keliki, Kenderan, Pupuan, Sebatu, Taro e Tegallalang.
Situado cerca de 10 km a norte de Ubud, o distrito é conhecido pelos seus arrozais em socalcos abertos ao público que são irrigados usando o subak, o sistema comunitário de gestão de controlo de água de Bali que está classificado pela UNESCO como Património Mundial.